# Сростинська сільська рада (Бійський район)
Сро́стинська сільська рада (рос. Сростинский сельский совет) — сільське поселення у складі Бійського району Алтайського краю Росії.
Адміністративний центр — село Сростки.

## Історія
Станом на 2002 рік селище Предгорний перебувало у складі Малоєнісейської сільради.

## Населення
Населення — 2801 особа (2019; 2992 в 2010, 3376 у 2002).

## Склад
До складу сільської ради входять:
| Населений пункт    | Населення, осіб (2002) | Населення, осіб (2010) |
| ------------------ | ---------------------- | ---------------------- |
| Образцовка, селище | 155                    | 133                    |
| Предгорний, селище | 148                    | 105                    |
| Сростки, село      | 3073                   | 2754                   |